# Medaglie militari d'onore

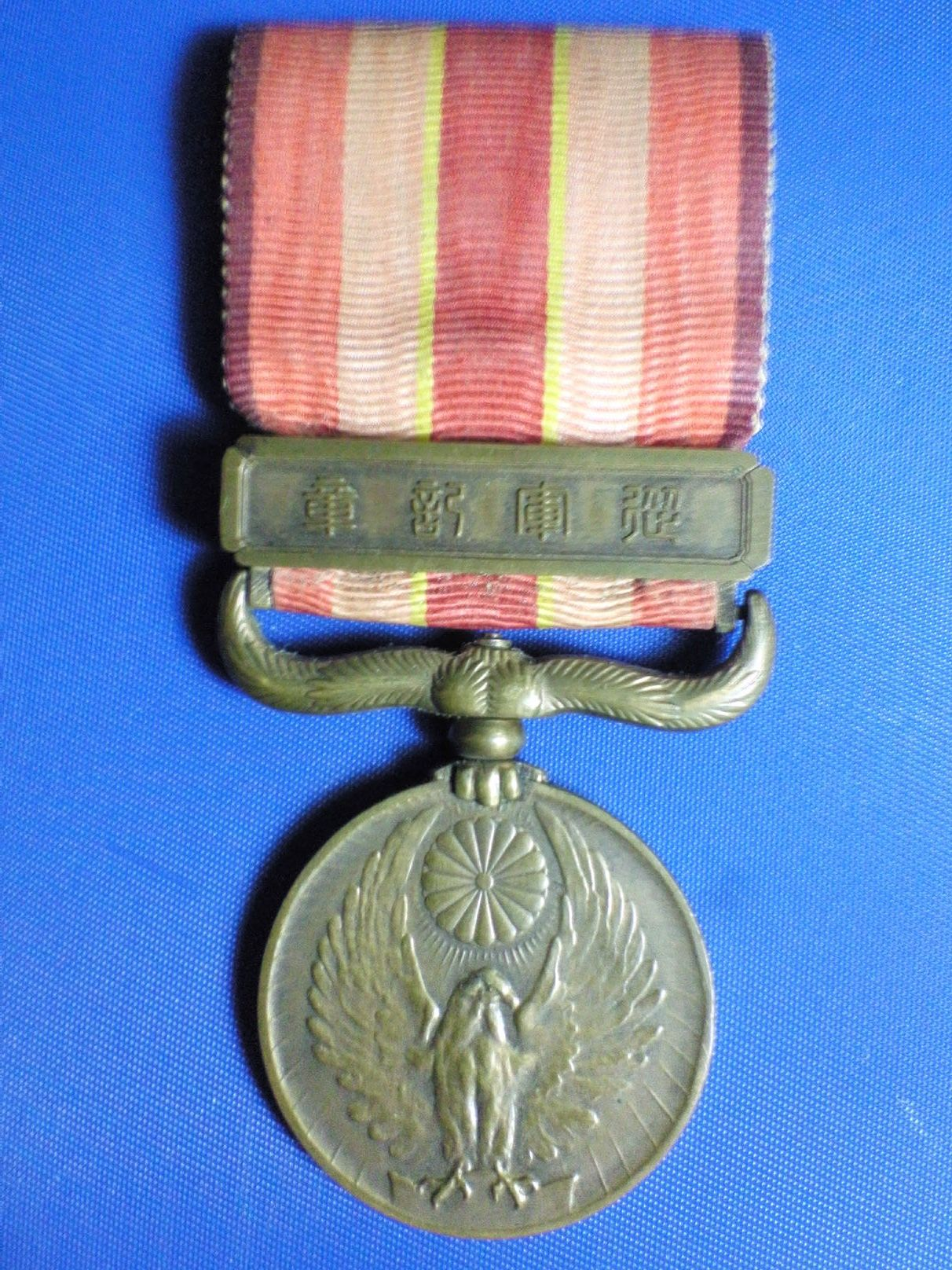
La Medaglia militare d'Onore della campagna in Cina del 1931-1934

Le medaglie militari d'Onore (従軍記章?, jūgun kishō) furono delle decorazioni militari concesse dall'Impero del Giappone per particolari meriti di servizio nelle diverse guerre combattute dallo stato giapponese. Formalmente esse possono essere concesse a tutto il personale militare che abbia preso parte alle battaglie di una guerra specifica. Queste medaglie di guerra erano accompagnate da un certificato che indicava l'identità dell'insignito e il conflitto al quale aveva preso parte.
Queste decorazioni vennero effettivamente abolite durante l'occupazione alleata del Giappone alla fine della seconda guerra mondiale (1945-1951). Con la restaurazione imperiale, il Giappone non concesse questo tipo di decorazioni in quanto costituzionalmente lo stato si impegnò a non prendere parte mai a guerre considerate "aggressive" ma a sostenere solo scontri di tipo difensivo sul proprio territorio.

## Medaglie militari d'onore del Giappone e insigniti notabili

### 1874 - Spedizione di Formosa
Spedizione nel Taiwan 
- J. R. Wasson

### 1894-95 - Medaglia della Prima guerra sino-giapponese
Prima guerra sino-giapponese 

### 1904-05 - Medaglia della Guerra Russo-Giapponese
Guerra Russo-Giapponese 
- Tōgō Heihachirō, 1906
- Ernesto Burzagli, 1906
- Kodama Gentarō, 1906
- Kuroki Tamemoto, 1906
- Ian Standish Monteith Hamilton, 1906
- John Charles Hoad, 1906
- Herbert Cyril Thacker, 1906
- Granville Roland Fortescue, 1906

### 1914-20 - Medaglia della prima guerra mondiale
Prima guerra mondiale 

### 1931-34 - Medaglia dell'Incidente cinese
Incidente di Mukden 

### 1937-45 - Medaglia della Seconda guerra sino-giapponese
Seconda guerra sino-giapponese 
- Hitoshi Imamura

### 1939 Medaglia del fronte
- Masanobu Tsuji, 1939

### 1941-45 - Medaglia della Grande Asia dell'Est
Guerra del Pacifico 
- Shōichi Yokoi, 1972
- Teruo Nakamura, 1974
- Hiroo Onoda, 1974
- Sadaaki Akamatsu
- Hitoshi Imamura